# Višnjevec
Višnjevec falu Horvátországban Krapina-Zagorje megyében. Közigazgatásilag Pregradához tartozik.

## Fekvése
Krapinától 12 km-re, községközpontjától 3 km-re délnyugatra a Horvát Zagorje északnyugati részén fekszik.

## Története
A településnek 1857-ben 224, 1910-ben 345 lakosa volt. Trianonig Varasd vármegye Pregradai járásához tartozott. A településnek 2001-ben 198 lakosa volt.

## Külső hivatkozások
- Pregrada hivatalos oldala
- A város információs portálja